# Фуцін
Фуцін (кит. спр. 福清市, піньїнь: Fúqīng Shì) — місто-повіт в центральнокитайській провінції Фуцзянь, складова міста Фучжоу.

## Географія
Фуцін лежить на півдні префектури і виходить до західного узбережжя Тайванської протоки Східнокитайського моря.

### Клімат
Місто знаходиться у зоні, котра характеризується вологим субтропічним кліматом. Найтепліший місяць — липень із середньою температурою 28.6 °C (83.5 °F). Найхолодніший місяць — лютий, із середньою температурою 10.8 °С (51.4 °F).
| Клімат Фуціна           | Клімат Фуціна | Клімат Фуціна | Клімат Фуціна | Клімат Фуціна | Клімат Фуціна | Клімат Фуціна | Клімат Фуціна | Клімат Фуціна | Клімат Фуціна | Клімат Фуціна | Клімат Фуціна | Клімат Фуціна | Клімат Фуціна |
| Показник                | Січ.          | Лют.          | Бер.          | Квіт.         | Трав.         | Черв.         | Лип.          | Серп.         | Вер.          | Жовт.         | Лист.         | Груд.         | Рік           |
| Середня температура, °C | 11,2          | 10,8          | 13,4          | 18,2          | 22,1          | 25,5          | 28,6          | 28,3          | 26,1          | 22,4          | 18,1          | 13,5          | 19,9          |
| Норма опадів, мм        | 46.6          | 79.8          | 124.8         | 145.1         | 186.5         | 219.4         | 98.8          | 143.7         | 140.3         | 39.2          | 37.9          | 27.4          | 1289.5        |
| Днів з опадами          | 11,1          | 14,1          | 16,4          | 17            | 18,9          | 17,6          | 10,9          | 13,1          | 11,8          | 8,7           | 8,8           | 9,2           | 157,6         |
| Вологість повітря, %    | 74.3          | 79            | 80.5          | 80.8          | 82.5          | 83.6          | 77.8          | 77.8          | 77            | 72.7          | 71.6          | 72.2          | 77.5          |
| ----------------------- | ------------- | ------------- | ------------- | ------------- | ------------- | ------------- | ------------- | ------------- | ------------- | ------------- | ------------- | ------------- | ------------- |
| Джерело: Weatherbase    |               |               |               |               |               |               |               |               |               |               |               |               |               |